# Castello di Agrigento
Il castello di Agrigento (Castrum Agrigenti) è un castello in rovina di origine medievale in prossimità della collina di Girgenti, luogo di fondazione dell'antico nucleo medievale di Agrigento.

## Descrizione
L'edificio è di proprietà pubblica e in stato di abbandono e ne restano visibili solo alcune parti fuori terra, che non rendono possibile una lettura ricostruttiva dell'edificio.
Le uniche informazioni disponibili sulla struttura originale del castello provengono da alcuni documenti di origine medievale. In uno di questi lo storico Malaterra, utilizzando le parole turres e propugnacola, lascia intendere la presenza di una cinta muraria munita di torri a protezione dell'edificio. Dalle rappresentazioni grafiche elaborate a partire dal 1600 si evince inoltre la presenza di una corte interna e di alcuni corpi di fabbrica addossati alle mura perimetrali del castello.

## Storia
Secondo alcuni archeologi la data di fondazione del primo nucleo costruttivo del castello è da ricercare intorno alla seconda metà dell'XI secolo. A testimonianza di ciò esiste un documento del 1087, che testimonia l'ordine da parte di re Ruggero di costruire all'interno dell'ormai conquistata città di Girgenti un fortilizio (castellum firmissimum) munito di torri e propugnacula.
Nel 1150, in uno dei suoi scritti, il geografo arabo Idrisi definì il castello come «un'eccelsa e forte rocca» e come «una delle principali fortezze per l'attitudine alla difesa».